# Gerwasia variabilis
Gerwasia variabilis är en svampart som först beskrevs av Mayor, och fick sitt nu gällande namn av Buriticá 1994. Gerwasia variabilis ingår i släktet Gerwasia och familjen Phragmidiaceae.   Inga underarter finns listade i Catalogue of Life.